# Samir Bellahcene
Samir Bellahcene (* 20. Februar 1995 in Montpellier) ist ein französischer Handballspieler. Der 1,91 m große Torwart spielt seit 2025 für den rumänischen Erstligisten Dinamo Bukarest.

## Karriere

### Verein
Bellahcene lernte das Handballspielen in seiner Heimatstadt bei Montpellier Handball. In der Saison 2015/16 debütierte er in der ersten französischen Liga, nachdem er im Frühjahr 2015 bereits zweimal im Aufgebot für die EHF Champions League gestanden hatte. In der Saison 2016/17 kam er zu fünf Einsätzen hinter den Stammtorhütern Vincent Gérard und Nikola Portner. Daraufhin wechselte er 2017 zum Aufsteiger Massy-Essonne Handball, mit dem er am Saisonende wieder abstieg. Mit 34,5 % gehaltener Bälle gehörte er zu den besten Torhütern und wurde nach dem Abstieg vom Erstligisten Dunkerque HBGL verpflichtet. In der Saison 2018/19 erreichte die Mannschaft das Finale in der Coupe de France, das gegen Chambery Savoie HB verloren ging. Bellahcene, dessen Vertrag in Dunkerque bis 2025 lief, wurde zum Kapitän der Mannschaft ernannt. 
Im September 2023 präsentierte der deutsche Rekordmeister THW Kiel Samir Bellahcene als Ersatz für den verletzten Vincent Gérard. Nach der Verpflichtung von Andreas Wolff zur Saison 2024/25 war Bellahcene zunächst nur dritter Torwart der Kieler. Im November 2024 wechselte er zum TVB 1898 Stuttgart. Nach dem erreichten Klassenerhalt am letzten Spieltag der Saison 2024/25 wurde sein Wechsel zu Dinamo Bukarest verkündet.

### Nationalmannschaft
In der französischen A-Nationalmannschaft debütierte Bellahcene beim 38:19-Auswärtssieg in der Qualifikation zur Europameisterschaft 2024 gegen Lettland am 26. April 2023 in Valmiera, dabei blieb er ohne Einsatzzeit. Vier Tage später kam er beim 41:27-Sieg gegen Italien erstmals zu Spielzeit im Nationaldress. Bei der Europameisterschaft 2024 gewann er mit Frankreich die Goldmedaille, dabei kam er in sieben Spielen zum Einsatz. Bei der Weltmeisterschaft 2025, bei der Frankreich Bronze gewann, wurde er in zwei Partien eingesetzt, ehe eine Muskelverletzung sein Turnier beendete.

## Privates
Sein Bruder Nassim (* 1998) läuft als Rückraumspieler für die algerische Nationalmannschaft auf.